# Francis Smith (2e vicomte Carrington)
Francis Smith, 2e vicomte Carrington (vers 1621 - 7 avril 1701), est un pair anglais.

## Biographie
Il est le fils de Charles Smyth, 1er vicomte Carrington, de son épouse Elizabeth Caryll, fille de John Caryll, de South Harting, Sussex. Il devient vicomte en 1665 lorsque son père est assassiné par l'un de ses serviteurs. Il est admis à Gray's Inn le 10 mars 1674. En 1687, il est nommé Lord Lieutenant du Worcestershire, poste qu'il occupe jusqu'en 1689.

## Famille
Lord Carrington épouse Juliana Walmesley, fille de Thomas Walmesley, de Dunkenhalgh, Lancashire. Après sa mort, il épouse en secondes noces Anne Herbert, fille de William Herbert (1er marquis de Powis), en 1687. Il est décédé en avril 1701. Comme il n'a pas d'enfants survivants, la vicomté est transmise à son frère cadet, Charles. Lady Carrington est décédée en mai 1748.